# 帕普拉德
帕普拉德，是匈牙利巴兰尼亚州所辖的一个村。总面积12.11平方公里，总人口169，人口密度14.0人/平方公里（2011年1月1日）。